# Смектические жидкие кристаллы
Смектики — наиболее упорядоченные 2-мерные кристаллы. Имеют слоистую структуру, в отличие от нематиков и холестериков.
Бывают нескольких типов:

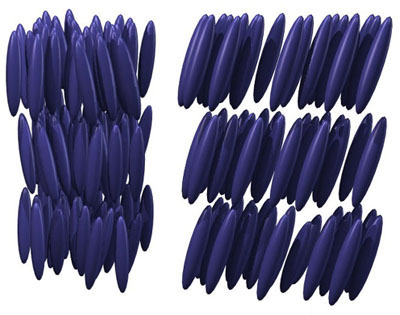
Смектические жидкие кристаллы типа А и С

- А — длинные оси мезогенов в слоях направленны по нормали к слою;
- C — длинные оси молекул, относительно слоя, находятся под неким углом;
- В — мезогены в слоях имеют гексагональную упорядоченность и также как в типе A направлены по нормали;
- F, I — мезогены в слоях имеют гексагональную упорядоченность и также как в типе C находятся под неким углом.

Смектические жидкие кристаллы имеют слоистую структуру, слои могут перемещаться друг относительно друга. Толщина смектического слоя определяется длиной молекул (преимущественно, длиной парафинового «хвоста»), однако вязкость смектиков значительно выше чем у нематиков и плотность по нормали к поверхности слоя может сильно меняться. Типичным является терефтал-бис(nара-бутиланилин).